# Mayenne, Mayenne
Mayenne är en kommun i departementet Mayenne i regionen Pays de la Loire i nordvästra Frankrike. Kommunen är chef-lieu över 2 kantoner som tillhör arrondissementet Mayenne. År 2022 hade Mayenne 12 854 invånare.

## Befolkningsutveckling
Antalet invånare i kommunen Mayenne
| Referens: INSEE |